# Епархия Акры
Епархия Акры (лат. Dioecesis Akrensis) — епархия Халдейской католической церкви с центром в городе Акра, Ирак. Епархия Акры входит в архиепархию Багдада. Численность верующих епархии Акры составляет около 310 человек. В настоящее время кафедра епархии является Sede vacante.

## История
В 1850 году Святым Престолом была учреждена епархия Акры, которая выделилась из епархии Амадия. В 1895 году епархия Акра была объединена с епархией Амадия. 
24 февраля 1910 года Римский папа Пий X издал бреве Quae ad spirituale, которым вновь образовал отдельную епархию Акра.

## Ординарии епархии
- епископ Илия Сефаро (1852—1863);
- епископ Иоанн Илия Меллус (5.06.1864 — 1890);
- епископ Иоанн Саххар (2.09.1892 — 13.06.1909);
- Sede vacante;
- епископ Павел Хейхо (22.02.1947 — 28.06.1957) - назначен патриархом Вавилона Халдейского;
- епископ Андре Сана (20.06.1957 — 14.12.1977);
- епископ Абдул-Ахад Раббан (23.04.1980 — 25.07.1998);
  - вакансия (c 25.07.1998 — по настоящее время).

## Источник
- Annuario Pontificio, Libreria Editrice Vaticana, Città del Vaticano, 2003, ISBN 88-209-7422-3
- Бреве Quae ad spirituale, AAS 2 (1910), стр. 142—143  (лат.)
- J. Tfinkdji, L’Eglise chaldéenne autrefois et aujourd’hui, in A. Battandier, Annuaire Pontifical Catholique, XVII, 1914, стр. 498—500
- J.-B. Chabot, Etat religieux des diocèses formant le Patriarcat chaldéen de Babylone au 1er janvier 1896, in Revue de l’Orient Chrétien I, 1896, стр. 450
- D. Wilmshurst, The ecclesiastical organisation of the Church of the East, 1318—1913, Lovanio 2000, стр. 152—154